# Nikolaï Lebedev
Pour les articles homonymes, voir Lebedev.
Nikolaï Igorevitch Lebedev (en russe : Николай Игоревич Лебедев) est un réalisateur et scénariste russe, né le 16 novembre 1966 à Kichinev, en RSS de Moldavie (Union soviétique).

## Biographie
Il est diplômé de la faculté de scénariste à l'Institut fédéral d'État du cinéma (VGIK), en 1993. Il a réalisé plusieurs films et émissions pour la télévision moldave, et est co-auteur de plusieurs romans policiers.

## Filmographie

### En tant que réalisateur
- 1991 : La Nuit. Vendredi (Ночлег. Пятница)
- 1997 : Une source vipérine (Змеиный источник)
- 1999 : L'Admirateur (Поклонник)
- 2002 : L'Étoile (Звезда)
- 2004 : Les Remords d'une mère (Изгнанник)
- 2006 : Wolfhound, l'ultime guerrier (Волкодав из рода Серых Псов)
- 2009 : Le Phonogramme de la passion (ru) (Фонограмма страсти)
- 2013 : Le Légendaire n°17 (Легенда № 17)
- 2016 : The Crew (Экипаж, Ekipazh)
- 2023 : Nuremberg (Нюрнберг)
- 2025 : Kraken (Кракен) Date sujette à modification

### En tant que scénariste
- 2002 : L'Étoile (Звезда)
- 2004 : Les Remords d'une mère (Изгнанник)

## Distinctions
- 2002 : Grand prix de la ville de Honfleur pour L'Étoile
- 2013 : Prix d'État de la fédération de Russie